# RawTherapee
RawTherapee ist ein RAW-Konverter zur Umwandlung und Bearbeitung von fotografischen Rohdaten von Digitalkameras in gängige Bildformate. Er greift auf DCRaw zurück, allerdings anders als andere derartige Programme ausschließlich zum Einlesen der RAW-Dateien. Für die Bildentwicklung nutzt RawTherapee hingegen eigene Algorithmen. RawTherapee ist derzeit für Windows, Linux und macOS (ab 10.9) verfügbar und wird aktiv weiterentwickelt. Am 4. Januar 2010 wurde RawTherapee unter der GNU General Public License (GPL) lizenziert und ist folglich seitdem Freie Software.

## Anwendung
RawTherapee bietet sehr fortschrittliche Einstellungsmöglichkeiten, die viele kommerzielle Konverter nicht bieten, Weiß- und Schwarzpunktabgleich auf RAW-Ebene, Kontrast pro Detailebene (Wavelet-basiert), pyramidale Rauschfilter oder Festlegung der Ausgabe-Gradationskurve. Auf der anderen Seite fehlen Funktionen zur Katalogisierung und Verwaltung von Bildbeständen oder zur selektiven Bearbeitung von Bildausschnitten, wie sie andere RAW-Konverter aufweisen. Daher wird RawTherapee gerne ergänzend zu Bildbearbeitungsprogrammen speziell für schwierige Aufnahmen eingesetzt.

### Unterstützung
RAW-Bildformate bieten typischerweise eine höhere Farbtiefe (10 bis 16 Bit pro Kanal) als JPG-Dateien (8 Bit pro Kanal), enthalten die annähernd unverarbeiteten Daten vom Kamerasensor (mit einzelnen Farb-Pixeln gemäß der Bayer-Farbfiltermatrix, ohne Transformation in einen konkreten Farbraum) und liegen zudem unkomprimiert oder verlustfrei komprimiert vor. Um Anhäufung von Rundungs- und Kompressionsverlusten zu vermeiden, ist es sinnvoll, Bildveränderungen zunächst bei hoher Farbtiefe ausgehend von den Rohdaten durchzuführen und erst im letzten Schritt das Ergebnis als JPG-Datei zu speichern.
Zusätzlich zu RAW-Dateien (z. B. im universellen DNG-Format, in kameraspezifischen Formaten oder mit CHDK erstellte .CRW-Dateien) kann RawTherapee auch Bilddaten im JPG- (8 Bit), PNG- (8 oder 16 Bit) und TIFF-Format (8, 16 oder 32 Bit) einlesen.
Intern rechnet RawTherapee ab Version 3.1 mit Gleitkomma-Arithmetik und damit praktisch stufenlos, was die Verarbeitung robust gegen Fortpflanzung von Rundungsfehlern (Posterisation-Artefakte) und den zwischenzeitlichen Über- oder Unterlauf von Farbwerten macht. Nachteilig dabei ist der hohe Arbeitsspeicherbedarf. Bis einschließlich Version 3.0 kam 16-Bit-Ganzzahl-Arithmetik zum Einsatz, was immerhin schon feinere Abstufungen ermöglichte als die 8-Bit-Arithmetik einfacher Bildbearbeitungsprogramme.
Anders als bei den meisten RAW-Konvertern kann bei RawTherapee zwischen verschiedenen Demosaicing-Algorithmen gewählt werden (AMaZE, IGV, LMMSE, EAHD, HPHD, VNG4, DCB, AHD, Fast). Dies erlaubt eine sehr feine Kontrolle von Bildartefakten.